# فليش والون 2014
فليش والون 2014 (بالإنجليزية: 2014 La Flèche Wallonne)‏ هو سباق دراجات هوائية أقيم بتاريخ 23 أبريل 2014، تكون السباق من 1 مراحل وامتدّ لمسافة 199 كم بسرعة 43.1 كم/س، استغرق السباق 4 ساعة 36 دقيقة 45 ثانية. فاز به الإسباني أليخاندرو بالبيردي وحلّ ثانيا دان مارتن بينما حصل على المركز الثالث ميكال كوياتكووسكي.

## الترتيب
| م                     | الدرّاج             | البلد   | الزمن                    |
| --------------------- | ------------------ | ------- | ------------------------ |
| الفائز بالترتيب العام | أليخاندرو بالبيردي | إسبانيا | 4 ساعة 36 دقيقة 45 ثانية |
| الثاني                | دان مارتن          | أيرلندا |                          |
| الثالث                | ميكال كوياتكووسكي  | بولندا  |                          |